# 穂積驚
穂積 驚（ほづみ みはる、1912年10月13日 - 1980年1月19日）は、日本の小説家。本名は森健二（もりけんじ）。

## 来歴
佐世保市出身。長崎県立佐世保商業学校（現・長崎県立佐世保商業高等学校）卒業後、1932年に大衆劇団梅沢昇一座に入座。長谷川伸に師事し、1936年に「下駄っ八仁義」でデビューした。
1944年に応召。南京で終戦を迎え、1947年に復員した。1948年に神奈川県横須賀市に転居し、再び作家として活動する。
1956年9月号から同年12月号まで文芸雑誌『大衆文藝』に連載された「勝烏」は、1957年に第5回新鷹会賞と第36回直木賞を受賞した。

## 著書
- 恋馬鹿やくざ 東京文芸社 1953
- 竜の眼双六 豊文社 1954
- 青鬼同心 豊文社 1954
- 飛車角道中 桃源社 1954
- 恋染め念流 東京文芸社 1954
- 満月侍 東京文芸社 1954
- 泣き笑いの面 豊文社 1954
- 蛇三味線 三日月四郎次捕物帳 豊文社 1954
- 恋ほとゝぎす 山ノ手書房 1956
- 新篇天保水滸伝 第1部 山ノ手書房 1956
- 浪人満月 同光社出版 1957
- 勝烏 大日本雄弁会講談社 1957
- 青空長七郎 東京文芸社 1957
- さみだれ剣 続青空長七郎 東京文芸社 1957
- 黒太郎あらし 東京文芸社 1957
- 天晴あばれン坊 和同出版社 1957
- 口紅三千石 桃源社 1958
- その夜は満月 東京文芸社 1958
- あばれ無双 東京文芸社 1960
- 旗本無頼 東京文芸社 1961
- 男 東京文芸社 1961
- 風来雲　東京文芸社 1961
- おしどり念流 東京文芸社 1962
- 人斬り命之助 東京文芸社 1962
- 壮士一代 東京文芸社 1963
- 徳川うらおもて三百年 日本文芸社 1966
- 明治の恋風 東京文芸社 1968
- 浪人が門を叩いた 青樹社 1970
- 小栗上野介 大坪指方共著 小栗上野介を偲ぶ会 1975
- 米屋にて候 小説村瀬春一 村瀬米穀 1975
- 高杉晋作 インタナル 1977.2
- 風の中の唄 阿波木偶物語 青樹社 1978.8
- 猫間中納言 森直樹 1986.1